# 고중석
고중석(高重錫, 1937년 9월 18일~2024년 6월 30일)은 대한민국의 법조인이다. 헌법재판소 재판관(1994. 9.~2000. 9.)을 지냈다.
고중석은 전라남도 담양군의 장흥 고씨 집안에서 태어났다. 대법관을 지낸 고재호(高在鎬)의 조카이다. 광주고등학교와 서울대학교 법과대학을 졸업하고 제14회 고등고시에 합격하여 판사에 임용되었다.
전주지방법원, 광주고등법원, 서울고등법원에서 부장판사를 하다가 전주지방법원과 대전지방법원, 광주고등법원에서 법원장을 지냈다. 광주고등법원장에 재직하던 1994년 9월에 윤관 대법원장이 지명하여 헌법재판관에 임명되었다. 두 차례 대법관 인선에 실패하다가 헌법과 제반 법률의 관계에 대한 관심과 조예가 깊은 점이 헌법재판관 지명에 동기가 되었다.